# أوليفر روث (لاعب كرة قدم)
أوليفر روث (بالألمانية: Oliver Roth) هو لاعب كرة قدم ألماني في مركز الهجوم، ولد في 30 يناير 1968 في فرانكفورت في ألمانيا. لعب مع إف إس في فرانكفورت وبوروسيا دورتموند وروت-فايس فرانكفورت وكيكرز أوفنباخ.

## وصلات خارجية
- أوليفر روث على موقع قاعدة بيانات كرة القدم.إي يو (الإنجليزية)
- أوليفر روث على موقع بيانات كرة القدم. دي إي (الألمانية)
- أوليفر روث على موقع عالم كرة القدم.نت (الإنجليزية)